# Геллер, Евсей Маркович
Евсей Маркович Геллер (1918—1959) — геолог, лауреат премии имени И. М. Губкина (1951).

## Биография
Родился 23 сентября 1918 года в Ярославле, в семье мещан. Отец его был кустарем-одиночкой, специализировавшимся в часовом деле.
В 1936 году — окончил среднюю школу в Горьком, куда семья переехала в 1932 году. В 9-10 классах параллельно учился на курсах иностранных языков, в результате чего впоследствии свободно владел английским и хорошо знал французский и немецкий языки.
В 1941 году — с отличием окончил геолого-разведочный факультет Московского нефтяного института имени И. М. Губкина. Начиная со второго курса, в летнее время работал в полевых партиях, а с 1938 года был зачислен в штат ИГиРГИ Академии наук СССР на должность лаборанта.
По окончании института по распределению был направлен в Государственную союзную специализированную контору «Нефтегазосьемка» и работал в полевых партиях её в разных регионах СССР в течение 1941—1945 годов на должностях геолога и начальника партии (для всех специалистов работающих в области разведки и добычи полезных ископаемых на период ВОВ была жесткая бронь).
В апреле 1945 года — назначен главным геологом Нижневолжской экспедиции конторы, базировавшейся в Саратове.
Под его руководством Е. М. Геллера в этот период был внедрен в практику скважинных исследований газовый каротаж — исследование газовой фазы пород — или непосредственно (путем геохимического анализа керна и шлама), или через посредство глинистого раствора в момент появления его из устья скважины. В результате разработки и широкого опробования метода Е. М. Геллером был накоплен богатый материал, и на его основе в 1952 году он подготовил, а в 1953 — успешно защитил кандидатскую диссертацию «Газовый каротаж и геологические результаты его применения в Саратовском Поволжье» (191 страницы текста, 116 библиографических названий).
Некоторые выводы диссертации:

с помощью газового каротажа могут быть получены существенные геологические результаты в Нижнем Поволжье; газовый каротаж выявил ряд новых перспективных пластов в
разрезе ряда месторождений (особенно в карбонатных толщах); разработан новый вид геологической документации: карты газопроявлений, составленные по данным газового каротажа в целях определения контуров залежей; установлены факторы, искажающие показания газового каротажа, определён характер их влияния, способы учета и исключения искажений;
намечены пути совершенствования методики газового каротажа…
По сути Геллер стал автором нового способа исследования скважин, усовершенствованный впоследствии его учениками и успешно применяемый и в настоящее время.
Осенью 1953 года с учетом полученных им результатов в Саратове была создана Нижневолжская экспедиция (впоследствии отделение) всесоюзной спецконторы «Нефтегазосъемка», в которой Геллер становится старшим научным сотрудником и главным геологом. По совместительству в тот период он работал в НИИ геологии при СГУ, где руководил работами, связанными с внедрением его же предложения по теме «Фильтрационный газовый каротаж».
В 1956 году в связи с организацией филиала ВНИГНИ Геллер становится его сотрудником, руководителем одной из лабораторий.
Умер 22 сентября 1959 года.

## Награды
- Премия имени И. М. Губкина (совместно с С. Ф. Фёдоровым, Н. Л. Гущиным, И. И. Енгуразовым, за 1951 год) — за работу «Поиски и разведка на нефть и газ в Саратовском Поволжье»